# Catarina Sobral
Catarina Sobral (Coimbra, 1985) é uma autora e ilustradora portuguesa.
Estudou Design na Universidade de Aveiro e fez um mestrado em Ilustração no Instituto Superior de Educação e Ciências (ISEC). Vive em Lisboa desde 2014.
Realizou o filme de animação Razão entre dois volumes e é a autora do espectáculo para crianças Impossível.

## Obras
- Greve (2011);
- Achimpa (2013);
- O Meu Avô (2014);
- Vazio (2014);
- O Chapeleiro e o Vento  (2014);
- No Hay Dos Iguales (2014), com texto de Javier Sobrino;
- Limeriques Estapafúrdios (2014), com texto de Tatiana Belinky;
- A Sereia e os Gigantes (2015);
- A Casa que Voou (2015), com texto de Davide Cali;
- Le Riz (2015), com texto de Jerôme Berger;
- Tão tão grande (2016);
- Comment ça, il a renoncé? (2018);
- Impossível (2018);
- Coimbra (2019);
- Irrequieta, Madalena Perdigão (2024)[1];
- A Mão e os Gestos da Ana Hatherly (2024).